# Nagata Shunsui
Nagata Shunsui (japanisch 永田 春水; geboren 18. Februar 1889 in der Präfektur Ibaraki; gestorben 1. Mai 1970 in Tokio) war ein japanischer Maler der Nihonga-Richtung.

## Leben und Werk
Nagata Shunsui erhielt seinen ersten Unterricht in Malerei von Araki Kampo, Terasaki Kōgyō und Yūki Somei. 1913 machte er seinen Studienabschluss an der „Tōkyō bijutsu gakkō“ (東京美術学校), einer der Vorläufereinrichtungen der heutigen Universität der Künste Tokio. Ab 1913 befasste er sich sechs Jahre lang als Mitglied der (国華社) mit dem Studium alter chinesischer Bilder.
1920 reiste Nagata nach Europa, wo er sich mit den „Tonkō hakkutsu butsuga“ (燉煌発掘仏画) – „Buddhistischen Bildern in den Dunhuang-Grotten“ befasste. Er konnte seine Bilder achtmal auf der „Teiten“-Ausstellungsreihe ausstellen und wurde ab 1931 juryfrei zugelassen. 1931 war er auf der „Ausstellung japanische Malerei“ in Berlin zu sehen.
1936 wurde Nagata Mitglied des Organisationskomitees der nun „Shin-Bunten“ genannten Ausstellungsserie. Er war oft auf Ausstellungen im Ausland zu sehen, wurde 1960 Lehrbeauftragter an der „Höheren Schule für Lehrerinnenausbildung Tokyo“ (東京女子高等師範学校, Tōkyō yoshi kōtō shihan gakkō). Er wirkte mit in den Kunstvereinigungen  „Dokugakai“ (読画会) und der „Joshunkai“ (如春会).
Nach dem Zweiten Weltkrieg zog Nagata in seine Heimat zurück und wirkte als führende Persönlichkeit auf dem Gebiet der Kunst in der Präfektur. Er wurde Vorsitzender der „Ibarakiken-Minami Bijutsukyōkai“ (茨城県南美術協会).
Zu Nagatas Werken gehören „Yuki hare“ (雪晴れ) – „Schnee und klarer Himmel“, das auf der 1. „Teiten“ ausgezeichnet wurde, und „Tōen Reijtu “ (董苑麗日) – „Schöner Tag Im Tō-Park“, das auf der 10. „Teiten“ einen Preis erhielt.
Das Nationalmuseum für moderne Kunst Tokio besitzt Nagatas Bild „Reiyō“ (霊鷹) – „Geisterfalke“ aus dem Jahr 1942.